# Pleurotomella allisoni
Pleurotomella allisoni is een slakkensoort uit de familie van de Raphitomidae. De wetenschappelijke naam van de soort is voor het eerst geldig gepubliceerd in 1973 door Rehder & Ladd.